# Fritz Wechsung
Fritz Wechsung (* 27. August 1898 in Hannover; † 3. April 1966) war ein deutscher Politiker und Landtagsabgeordneter der Kommunistischen Partei Deutschlands.

## Leben und Beruf
Nach dem Schulbesuch studierte er an der Technischen Hochschule Stuttgart. Anschließend war Wechsung als Architekt tätig.
Von 1945 an war Wechsung Mitglied im Stadtrat der Stadt Dortmund. Vom 19. April 1950 bis zum 17. Juni 1950 war er Mitglied des Landtags des Landes Nordrhein-Westfalen. Er rückte über die Reserveliste seiner Partei nach. Von 1954 bis 1955 gehörte er der Landschaftsversammlung des Landschaftsverbandes Westfalen-Lippe an.